# Raffinaderi

Ett oljeraffinaderi i Louisiana.

Ett raffinaderi är en anläggning för att utvinna (raffinera) en produkt från en råvara.
Oftast avses oljeraffinaderier, där råolja omvandlas till bland annat bensin, men begreppen raffinering och raffinaderi används även i annan typ av kemisk industri.

## Raffinering av råolja
Råolja utvinnes från oljekällor och transporteras vidare i tankbåtar eller i rörledningar (pipelines) till raffinaderier.
Råolja kallas även för petroleum, och är ingen enhetlig produkt, utan en blandning av kolväten med olika kokpunkter. Sammansättningen kan variera betydligt beroende på råoljans ursprung.
Ur råoljan kan man utvinna både gaser, flytande och fasta ämnen. Vid raffinaderierna delas råoljan upp i ämnen som bitumen, eldningsolja, fotogen, bensin och gasol med en metod som kallas fraktionerad destillation. Oljan hettas upp så att den blir gasformig och leds sedan in i botten av höga fraktioneringstorn där den stiger uppåt i tornet. Längst ner skiljer man ut ämnena som har hög kokpunkt, till exempel asfalt och diesel. Den gasformiga blandningen kyls av successivt när den stiger uppåt i tornet. Högre upp i tornet skiljer man av mer lättflyktiga ämnen som bensin och fotogen. Högst upp får man gaser som metan och etan.